# 葉利佐夫卡區

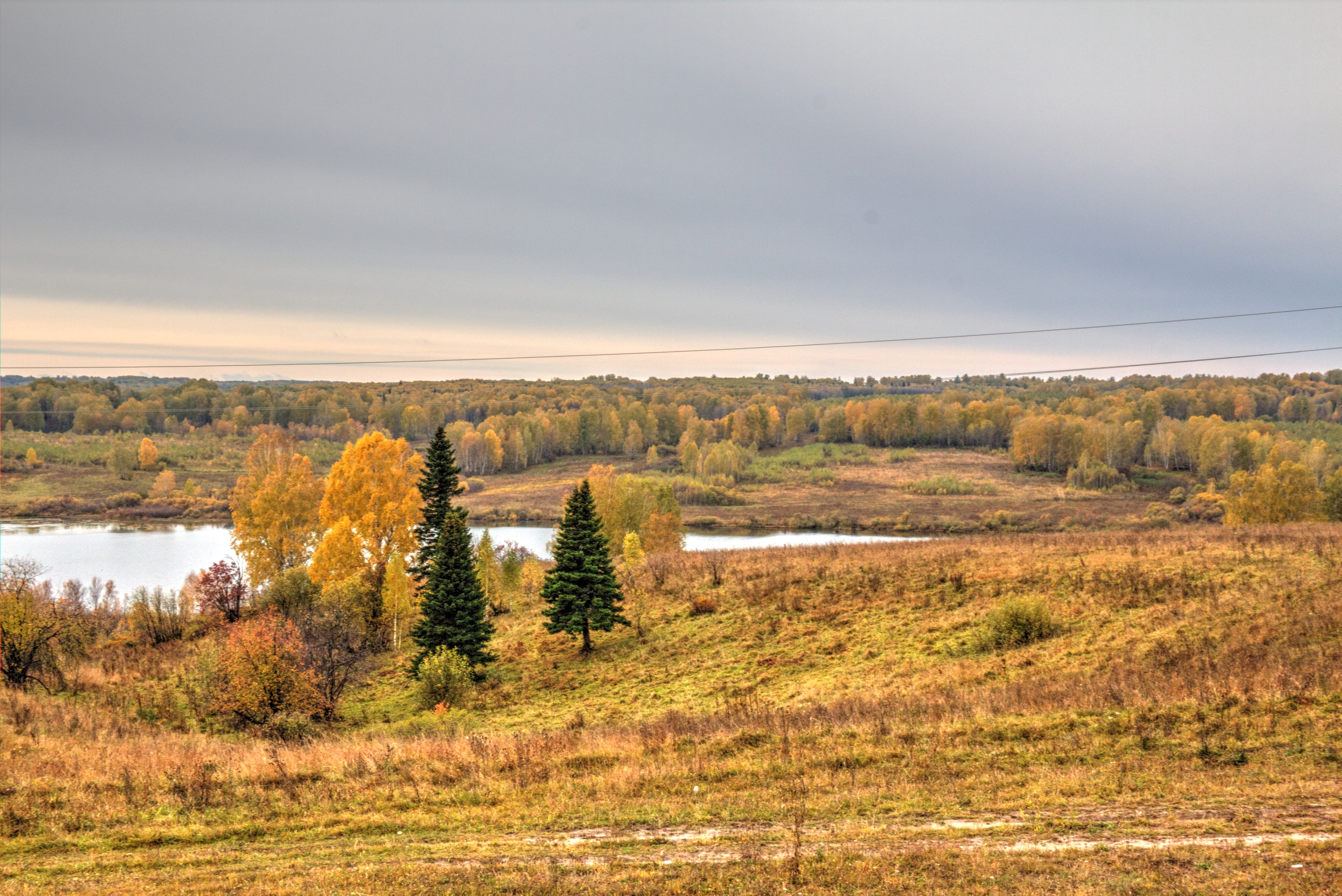

葉利佐夫卡區（俄语：Ельцовский район），是俄羅斯的一個區，位於該國南部，由阿爾泰邊疆區負責管轄，面積2,158平方公里，2010年人口6,339，人口密度每平方公里2.94人。